# Mars 1701

## Évènements

### France
- 9 mars : signature de l'alliance entre la France, l'Espagne et la Bavière.
- 12 mars : rétablissement de la capitation.
- Fondation en France du Journal de Trévoux. Ce célèbre journal créé par les jésuites Michel Le Tellier et Jacques-Philippe Lallemant, porte le nom de la petite ville où il fut fondé.

### Grande-Bretagne
- 14 mars : ouverture de la première bibliothèque de prêt de Grande-Bretagne à St. Marys Church à Reigate dans le comté de Surrey.
- 20 mars : L'Angleterre reconnaît Philippe V comme roi d'Espagne.
- 27 mars : John Smith n'est plus chancelier de l'Échiquier.
- Charles D'Avenant est suspecté de collusion avec la France.

## Naissances et décès
- 5 mars : décès de Richard Coote, gouverneur colonial du Massachusetts et de New York.
- 6 mars : naissance de Louis-René Caradeuc de La Chalotais,  procureur général du Parlement de Bretagne.
- 10 mars : décès de Niclas Sahlgren, marchand et philanthrope suédois.
- 12 mars : naissance de Wilhelm, troisième enfant de Frédéric II de Saxe-Gotha.
- 16 mars : Simon Claude Grassin de Glatigny créateur des arquebusiers de Grassin († 5 janvier 1776).
- 18 mars : une des dates possibles pour le décès de Daniel Tauvry, médecin français.
- 21 mars : naissance de Jacques Bridaine, missionnaire français.
- 25 mars : décès de Jean Regnault de Segrais, poète et académicien français.